# 魂之系列
魂之系列是一系列武器格鬥遊戲，由南夢宮（現萬代南夢宮娛樂）所製作。該系列目前已推出六部主要遊戲及各種媒體的外傳作品。第一部作品為街機遊戲《刀魂》，於1995年12月推出，後來又移植到電子遊戲機上；近年的遊戲皆是以遊戲機的版本發行，且還發展出線上遊戲的版本。
該系列圍繞於十六世紀的歷史奇幻世界中，並描述一把代表邪惡力量的「邪劍（Soul Edge）」與另一把代表正義的「靈劍（Soul Calibur）」間的相互爭鬥。儘管各代的遊戲皆有著各種風格，但整體來說一些角色和遊戲元素仍維持一致。該系列也成為了最受歡迎和成功的格鬥遊戲系列之一。
Project Soul為南夢宮內部的製作組，儘管遊戲通常僅僅歸功於南夢宮本身，但該團隊仍建立起自己的名字，以提醒眾人遊戲也屬於Project Soul的成就。

## 遊戲
| 遊戲名稱                                                                              | 初版年份 | 平台                                                   | 備註                                             |
| ------------------------------------------------------------------------------------- | -------- | ------------------------------------------------------ | ------------------------------------------------ |
| 刀魂 ソウルエッジ Soul Edge                                                           | 1995年   | 街機 & PlayStation                                     | 在北美、歐洲和澳大利亞發行時記名為《Soul Blade》 |
| 劍魂 ソウルキャリバー Soulcalibur                                                     | 1998年   | 街機 & Dreamcast & Xbox Live Arcade                    |                                                  |
| 劍魂II ソウルキャリバーII Soulcalibur II                                              | 2002年   | 街機 & GameCube & PlayStation 2 & Xbox & PlayStation 3 |                                                  |
| 劍魂III ソウルキャリバーIII Soulcalibur III                                           | 2005年   | 街機 & PlayStation 2                                   |                                                  |
| 劍魂傳奇 ソウルキャリバー レジェンズ Soulcalibur Legends                              | 2007年   | Wii                                                    | 衍生作                                           |
| 劍魂IV ソウルキャリバーIV Soulcalibur IV                                              | 2008年   | PlayStation 3 & Xbox 360                               |                                                  |
| 劍魂：破碎的命運 ソウルキャリバー Broken Destiny Soulcalibur: Broken Destiny          | 2009年   | PlayStation Portable                                   | 基於《劍魂IV》的衍生作                           |
| 劍魂V ソウルキャリバーV Soulcalibur V                                                 | 2012年   | PlayStation 3 & Xbox 360                               |                                                  |
| 劍魂II HD Online ソウルキャリバーII HD ONLINE Soulcalibur II HD Online                | 2013年   | Xbox Live Arcade & PlayStation Network                 |                                                  |
| 劍魂：失落之劍 ソウルキャリバー ロストソーズ Soulcalibur: Lost Swords                 | 2014年   | PlayStation Network                                    | 基於《劍魂V》的免費遊戲                          |
| 劍魂：不滅之魂 ソウルキャリバー アンブレイカブル ソウル Soulcalibur: Unbreakable Soul | 2014年   | iOS                                                    |                                                  |
| 劍魂VI ソウルキャリバーVI Soulcalibur VI                                              | 2018年   | Microsoft Windows & PlayStation 4 & Xbox One           |                                                  |

## 角色

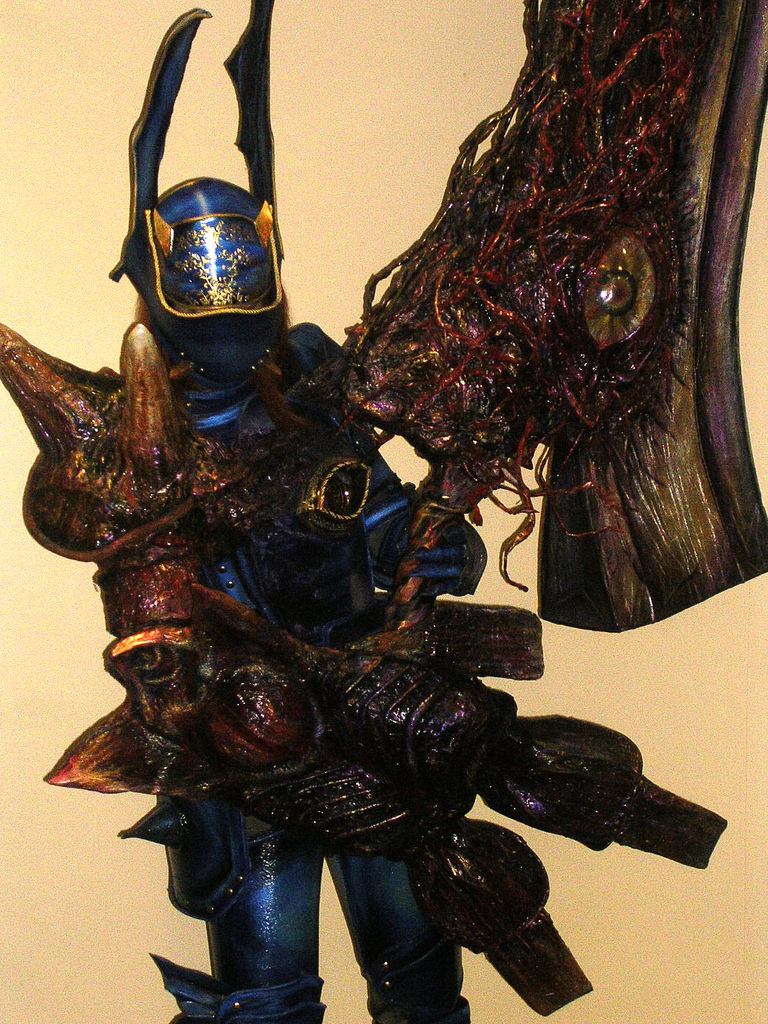
在2006年的Ohayocon上，粉絲角色扮演成夢魘的樣子

《劍魂》遊戲中擁有各種來自不同地區、背景、教養和風格的角色。大多數的角色通常都有自己參與旅程的理由，而且他們經常相互會面、交流，大多數的角色也有著共同的目標；而他們的目標多和「邪劍（Soul Edge）」與「靈劍（Soul Calibur）」有關。
迄今，在系列的所有角色中，塞凡堤斯、御劍平四郎、夢魘和齊格飛出現在大部分的遊戲中，其中夢魘和齊格飛常會相互替換；其次登場率高的角色包括亞斯塔羅斯、艾薇、蘇菲緹雅和多喜。
此外，《劍魂》還會引入其他知名系列的角色，自《劍魂II》以來，每個後續遊戲都會有著其他南夢宮遊戲的角色來客串，甚至還有其他公司的遊戲角色，如《薩爾達傳說》、《閃靈悍將》、《星際大戰》、《戰神》和《刺客教條》等。

## 其他媒體

### 書籍
1999年，官方出版了一本基於《劍魂》的漫畫，共五卷。Tobita Mandom也寫了兩卷的小說，並於2012年在日本由集英社出版。而官方推出的攻略本和美術設定集等書籍的各種版本也會刊登在日本的《南夢宮》、《enterbrain》、《Gamest》、《任天堂》和《V Jump》等雜誌上。

### 原聲帶
《刀魂》發行了兩部配樂專輯，而後來的《劍魂》、《劍魂II》、《劍魂III》、《劍魂IV》、《劍魂V》皆有推出專輯。

### 傳統式遊戲
2006年，交換卡片遊戲《Universal Fighting System》中也出現了魂之系列的角色。角色多喜也出現在2011年的《女王之門》中。

### 改編
2001年春季，武術影星洪金寶宣布推出名為《Soul Calibur：The Movie》的魂之系列電影改編計劃。電影將由洪金寶執導，而艾倫·諾爾·維加、麥可·塞倫濟、山姆·寇特與喬瑟夫·瓊斯將會擔任監製。根據他的網站上所發表的聲明，電影預算將需要5000萬美元，其中取景地包括了東歐和中國地區，節奏特效工作室將會和南夢宮進行合作。2004年，沃倫·齊德的Anthem Pictures（索尼旗下的公司）已獲得遊戲的電影改編權，由馬修·羅德斯和艾倫·諾爾·維加擔任監製，並於2007年上映。據說這部電影的劇情圍繞著少林僧人選擇了兩名戰士，試圖追回和摧毀一把強大的劍，以防止落入計劃用它打開地獄之門並摧毀世界的邪惡王子手中。電影目前處於未知階段，但因許久無消息而被認為已廢棄。

## 評價
魂之系列已成為了成功的格鬥遊戲系列。截至2012年，系列在全球累計銷售了1300多萬份。截至2018年，系列在全球的累計出貨量超過了1500萬份。

## 外部連結
- 魂之系列官方網站（日） （页面存档备份，存于）
  - 劍魂檔案官方網站（日） （页面存档备份，存于）
- 剑魂官方网站（英） （页面存档备份，存于）
- 剑魂电影官方网站（英）